# Zielzuweisungsradar TPS-1E

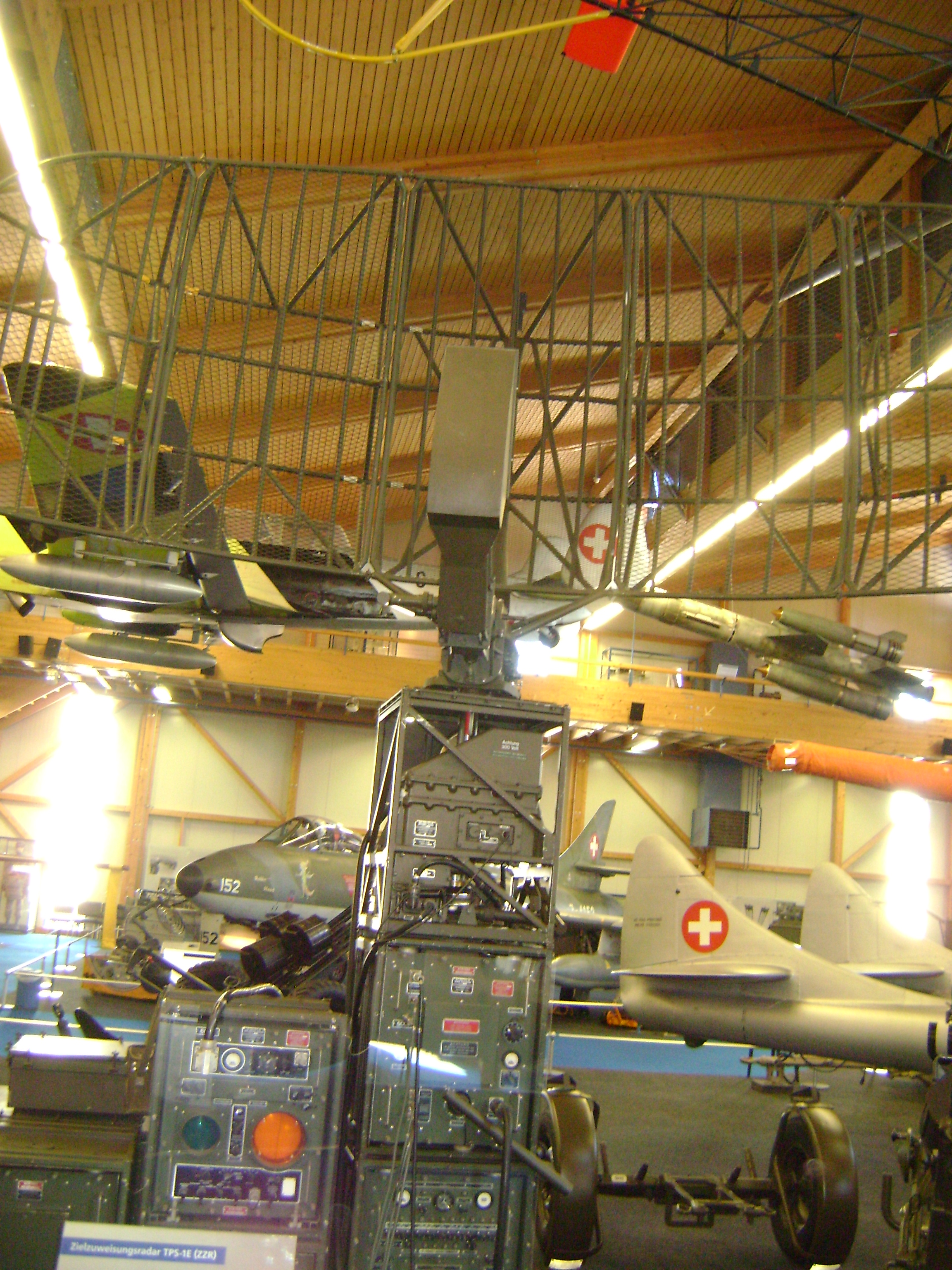
Zielzuweisungsradar TPS-1E im Flieger-Flab-Museum Dübendorf

Das Zielzuweisungsradar TPS-1E, auch unter dem Spitznamen „Tipsy“ bekannt, war ein leichtes, transportfähiges Aufklärungsradar, das seinen Ursprung im Zweiten Weltkrieg hatte. Entwickelt wurde es ursprünglich von den Bell Telephone Laboratories in den Vereinigten Staaten, wobei die Produktion später von Western Electric übernommen wurde. Das System fand weite Verbreitung und wurde in Europa unter Lizenz vom italienischen Unternehmen Microlambda hergestellt, was zu seinem Einsatz in verschiedenen Ländern, darunter Finnland und die Schweiz, führte.

## Entwicklung und Produktion
Das Zielzuweisungsradar TPS-1E war ein leichtes, transportfähiges Aufklärungsradar, das ursprünglich während des Zweiten Weltkriegs entwickelt wurde. Der Hauptzweck dieses Radarsystems bestand darin, eine Frühwarnung vor feindlichen Luftangriffen zu ermöglichen und Lücken in der Radarabdeckung zu schließen. Es diente auch als Zielzuweisungsradar für Luftverteidigungseinheiten, wie beispielsweise Nike-Hercules-Stellungen.
Die Entwicklung des TPS-1E begann in den Vereinigten Staaten, wo es zunächst von den Bell Telephone Laboratories konzipiert wurde. In der Folge übernahm Western Electric, heute ein Teil von Lockheed Martin, die Produktion des Radarsystems.
Die Produktion und Verbreitung des TPS-1E erstreckte sich weit über die Grenzen der Vereinigten Staaten hinaus. In Europa wurde eine Lizenzproduktion etabliert, die von dem italienischen Unternehmen Microlambda, heute Teil von Leonardo, durchgeführt wurde. Diese europäische Version des TPS-1E fand Verbreitung in verschiedenen Ländern, darunter auch Finnland.
In der Schweiz spielte das TPS-1E eine bedeutende Rolle bei der Modernisierung der Luftverteidigung. Im Jahr 1951 beschaffte die Schweiz zu Erprobungszwecken ein TPS-1E von Microlambda aus Italien. Diese Anschaffung markierte einen wichtigen Schritt in der Entwicklung der schweizerischen Fliegerabwehr. Ab 1957 begann in Emmen die Ausbildung am Zielzuweisungsradar TPS-1E, was die Integration des Systems in die schweizerischen Streitkräfte signalisierte. Im darauffolgenden Jahr, 1958, wurden die Scheinwerferkompanien der Schweren Fliegerabwehr auf das TPS-1E umgeschult, was die Bedeutung des Systems für die Luftraumüberwachung und Zielerfassung unterstreicht.
Das TPS-1E erwies sich als langlebiges und vielseitiges System. Es wurde international bis in die 1990er Jahre genutzt, oft in Kombination mit dem Höhenfinder AN/TPS-10. Diese Kombination ermöglichte eine umfassende Luftraumüberwachung und verbesserte die Fähigkeiten der Luftverteidigung erheblich.

## Technische Komponenten und Spezifikationen
Das Zielzuweisungsradar TPS-1E ist ein Aufklärungsradar, das für die Luftraumüberwachung im Bereich geringer bis mittlerer Entfernungen konzipiert wurde. Es operiert im Frequenzbereich von 1220 bis 1350 MHz, was dem L-Band entspricht. Die Sendezeit des Radars beträgt 2,7 Mikrosekunden, während die Pulswiederholfrequenz zwischen 360 und 400 Hz variiert, mit einem typischen Wert von 380 Hz.
Das TPS-1E verfügt über eine beachtliche Pulsleistung von 500 kW, was zu einer Durchschnittsleistung von 500 W führt. Diese Leistungsfähigkeit ermöglicht dem Radar eine instrumentierte Reichweite von 300 km. In der Praxis variiert die effektive Reichweite je nach Zieltyp: Für Jagdflugzeuge liegt sie bei etwa 40 km, während Bomber auf Distanzen von bis zu 80 km erfasst werden können.
Die Genauigkeit des Systems ist bemerkenswert, mit einer Entfernungsgenauigkeit von ±(3 % + 1 Nautische Meile) und einer Azimutgenauigkeit von ±1°. Der Öffnungswinkel der Antenne beträgt zwischen 3,4° und 4°. Die Antenne selbst ist ein beeindruckendes Bauteil mit Abmessungen von 4,95 m × 1,95 m und einem Gewicht von 115 kg. Sie kann mit einer Geschwindigkeit von 1 bis 15 Umdrehungen pro Minute rotieren, wobei 20 Umdrehungen pro Minute als typischer Wert angegeben werden.
Das Herzstück des Sendersystems bildet ein Magnetron vom Typ 5J26, während im Modulator ein Thyratron vom Typ 5C22 zum Einsatz kommt. Für die Stromversorgung sorgt ein AEG-Aggregat mit einer Leistung von 32 kW, das 15 kVA bei 115 V und 400 Hz liefert.
Das gesamte Radarsystem ist modular aufgebaut und besteht aus sechs Hauptelementen mit einem Gesamtgewicht von etwa 650 kg. In seiner Gesamtheit wiegt das TPS-1E rund 1750 kg, was es trotz seiner Leistungsfähigkeit zu einem relativ mobilen System macht. Diese Mobilität war ein wesentlicher Designfaktor, da das Radar ursprünglich entwickelt wurde, um Lücken in der Radarabdeckung zu füllen und als Zielzuweisungsradar für die Luftverteidigung zu dienen.

### Technische Daten
- Hersteller: Microlambda SpA, Neapel (Lizenz von Raytheon USA)
- Frequenz: 1220–1350 MHz
- Impulsdauer: 2,5 Mikrosekunden
- Sendeimpulsleistung: 500 kW
- Antennendrehzahl: 20/min
- Praktische Reichweite: Jagdflugzeuge ca. 40 km. Bomber ca. 80 km
- Aufbau: 6 Elemente als Blöcke ca. 650 kg
- Antenne: 4,95 m × 1,95 m, 115 kg
- Stromversorgung: AEG-Aggregat 32 kW 15 kVA 115 V / 400 Hz
- Bedienung: 1 Offizier, 2 Unteroffiziere, 6 Soldaten
- Gewicht: ca. 1750 kg

## Einsatz und Verwendung
Ursprünglich während des Zweiten Weltkriegs als Aufklärungsradar zur Frühwarnung vor feindlichen Luftangriffen entwickelt, fand das TPS-1E nach Kriegsende breite Verwendung in der Luftraumüberwachung und Luftverteidigung.
In der Schweiz wurde das TPS-1E von 1958 bis 1989 von der Flieger- und Fliegerabwehrtruppe eingesetzt. Die Schweizer Armee beschaffte insgesamt 24 Exemplare dieses Radargeräts. Es diente primär der Zielzuweisung für die schweren Fliegerabwehr-Abteilungen. Die erfassten Zieldaten wurden per Telefon oder Funk an die Geschützbatterien übermittelt. In Batterien, die mit dem Feuerleitradar Mark VII ausgestattet waren, wandelte ein Parallaxrechner namens Meta die Daten in lokale Koordinaten um. Bei Batterien ohne dieses System wurden die Daten zur manuellen Zieleinweisung genutzt.
Ab 1963 fand das TPS-1E in der Schweiz auch in der mittleren Fliegerabwehr Verwendung, wo es zusammen mit der neuen Einsatzzentrale 63 eingesetzt wurde. Nach der Einführung der Feuerleitgeräte 75 Skyguard wurden die TPS-1E-Geräte in die neu geschaffenen mobilen Fliegerradar-Kompanien integriert. Dort blieben sie bis zur Ablösung durch die TAFLIR-Systeme im Jahr 1989 im Einsatz.
Die internationale Nutzung des TPS-1E erstreckte sich weit über die Schweiz hinaus. In Deutschland beispielsweise wurde das Radar von den Luftaufklärungszügen der Heeresflugabwehr bis in die frühen 1990er Jahre genutzt. Die weite Verbreitung des Systems lässt sich teilweise auf die Lizenzproduktion in Europa zurückführen. Der italienische Hersteller Microlambda S.p.A., ein Joint Venture von Finmeccanica (heute Leonardo S.p.A.) und Raytheon, fertigte das TPS-1E in Lizenz für den europäischen Markt.
Die Einsatzflexibilität des TPS-1E zeigte sich in seiner Verwendung als Lückenfüller in der Radarabdeckung und als Zielzuweisungsradar für Luftverteidigungseinheiten. In dieser Funktion arbeitete es oft in Verbindung mit dem Höhenfinder AN/TPS-10, was eine umfassende Luftraumüberwachung ermöglichte. Die Nutzung des TPS-1E erstreckte sich in einigen Ländern bis in die 1990er Jahre, was die Langlebigkeit und Zuverlässigkeit des Systems unterstreicht.
Die Bedienung des TPS-1E erforderte in der Regel ein Team von neun Personen, bestehend aus einem Offizier, zwei Unteroffizieren und sechs Soldaten. Diese personelle Ausstattung verdeutlicht die Komplexität des Systems und unterstreicht seine Bedeutung innerhalb der militärischen Strukturen.